# Episodi di Troppo forte! (prima stagione)
La prima stagione della serie televisiva Troppo forte! è stata trasmessa in anteprima negli Stati Uniti d'America dalla ABC tra il 23 settembre 1986 e il 28 aprile 1987.
| nº | Titolo originale                | Titolo italiano | Prima TV USA      | Prima TV Italia |
| -- | ------------------------------- | --------------- | ----------------- | --------------- |
| 1  | Under the Gun                   |                 | 23 settembre 1986 |                 |
| 2  | Hammer Gets Nailed              |                 | 26 settembre 1986 |                 |
| 3  | Witless                         |                 | 3 ottobre 1986    |                 |
| 4  | They Shoot Hammers, Don't They? |                 | 17 ottobre 1986   |                 |
| 5  | Dori Day Afternoon              |                 | 24 ottobre 1986   |                 |
| 6  | To Sledge, with Love            |                 | 31 ottobre 1986   |                 |
| 7  | All Shook Up                    |                 | 7 novembre 1986   |                 |
| 8  | Over My Dead Bodyguard          |                 | 14 novembre 1986  |                 |
| 9  | Magnum Farce                    |                 | 22 novembre 1986  |                 |
| 10 | If I Had a Little Hammer        |                 | 29 novembre 1986  |                 |
| 11 | To Live and Die on TV           |                 | 13 dicembre 1986  |                 |
| 12 | Miss of the Spider Woman        |                 | 20 dicembre 1986  |                 |
| 13 | The Old Man and the Sledge      |                 | 3 gennaio 1987    |                 |
| 14 | State of Sledge                 |                 | 10 gennaio 1987   |                 |
| 15 | Haven't Gun, Will Travel        |                 | 17 gennaio 1987   |                 |
| 16 | The Color of Hammer             |                 | 24 gennaio 1987   |                 |
| 17 | Brother, Can You Spare a Crime? |                 | 31 gennaio 1987   |                 |
| 18 | Desperately Seeking Dori        |                 | 7 febbraio 1987   |                 |
| 19 | Sledgepoo                       |                 | 14 febbraio 1987  |                 |
| 20 | Comrade Hammer                  |                 | 21 febbraio 1987  |                 |
| 21 | Jagged Sledge                   |                 | 21 aprile 1987    |                 |
| 22 | The Spa Who Loved Me            |                 | 28 aprile 1987    |                 |